# Anselm Zeller
Anselm Zeller OSB (* 20. Juli 1938 als Manfred Zeller in Kaiserslautern; † 15. August 2023 in Sankt Ottilien) war Missionsbenediktiner und Abt der Abtei St. Georgenberg-Fiecht in Tirol.

## Leben
Nach dem Abitur 1958 studierte Manfred Zeller Theologie und Philosophie an der Ordenshochschule Sankt Ottilien und an der Ludwig-Maximilians-Universität München und machte 1965 sein Diplom in Katechetik und Religionspädagogik. Er trat in die Abtei der Erzabtei Sankt Ottilien ein, wo er den Ordensnamen Anselm erhielt, legte am 21. September 1959 seine Profess ab und wurde am 22. August 1965 in Kaiserslautern zum Priester geweiht.
Pater Anselm unterrichtete später am Stefan-George-Gymnasium in Bingen und war von 1978 bis 1991 Prior des Priorats Jakobsberg bei Ockenheim in Rheinhessen. 1991 wurde er in die Mission nach Tigoni in Kenia entsandt und übernahm dort in der Benedictine Abbey Tigoni das Amt des Novizenmeisters.
Am 15. April 1996 wählte ihn der Konvent der Abtei St. Georgenberg-Fiecht bei Stans in Tirol zum 66. Abt. Am 13. Juli 1996 spendete ihm Bischof Reinhold Stecher von Innsbruck die Abtsweihe. Zellers Wahlspruch als Abt lautete: Mundo lux  (‚Licht für die Welt‘). Am 1. Dezember 2014 legte Abt Anselm aus Altersgründen sein Amt nieder.
Nach seinem Rücktritt wirkte er in St. Georgenberg als Wallfahrtsseelsorger und im Seelsorgeraum Fiecht-Stans-Vomp in der Pfarrseelsorge. Er starb im August 2023 im Mutterkloster St. Ottilien westlich von München. Beerdigt wird er in St. Georgenberg.
In seiner Biographie Mein bunter Lebensbaum: Spurensuche – Bekenntnis – Momentaufnahmen verarbeitete er 33 Tagebücher, die er im Alter von 12 Jahren angefangen hatte zu schreiben.

## Ehrungen und Auszeichnungen
- 2004 Ehrenzeichen des Landes Tirol

## Schriften
- Auf dem Weg Benedikts von Nursia. Meditationen zu Texten aus dem II. Buch der Dialoge Gregors des Grossen und zu Bildern von Siegfried Rischar. 1984.
- mit Winfried Mayr und Aurelian Feser: Der Jakobsberg: Berg – Wallfahrt – Kloster. 2. Auflage. EOS Verlag, 1992, ISBN 3-88096-660-5.
- Auf dem Weg Benedikts von Nursia. EOS Verlag, 2000.
- Geliebter St. Georgenberg: Begegnung – Betrachtung – Bekenntnis. Berenkamp, 2013, ISBN 978-3-85093-310-0.
- Mein bunter Lebensbaum: Spurensuche – Bekenntnis – Momentaufnahmen. Studia Universitätsverlag, Innsbruck 2021, ISBN 978-3-99105-012-4.